# Vila Trocnov
Vila Trocnov, původně evangelický hospic, stojí ve čtvrti Westend v Karlových Varech v ulici Krále Jiřího 3, č. p. 1053. Stavba vznikla z podnětu evangelického pastora Camillo Fellera, podle projektu architekta Julia Zeissiga a probíhala v letech 1897–1899.
Vila byla prohlášena kulturní památkou, památkově chráněna je od 18. srpna 1995, rejstř. č. ÚSKP 10846/4-5037.

## Historie

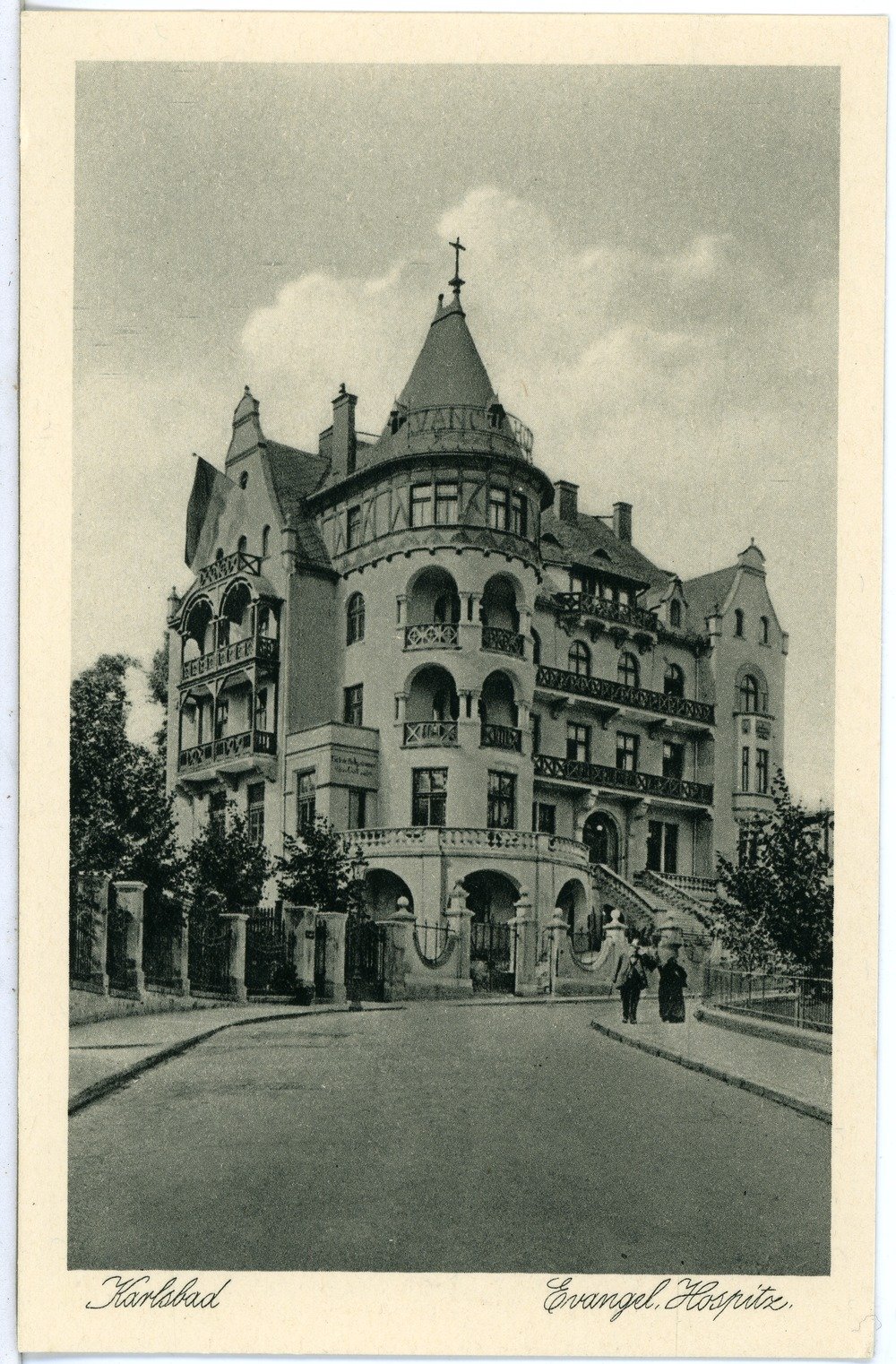
Hospic, rok 1925

V období výstavby městské části Westend v souvislosti se stavbou dvou sakrálních staveb – anglikánského kostela sv. Lukáše a pravoslavného kostela sv. Petra a Pavla – přesvědčil evangelický pastor Camillo Feller městskou radu o potřebě postavit v těchto místech též hospic.
V roce 1897 zakoupilo Evangelické společenství Karlovy Vary pozemek v tehdejší Eduard Knoll-Strasse, dnes ulici Krále Jiřího. Projekt vypracoval lipský architekt Julius Zeissig. Výstavba probíhala v letech 1897–1899. Objekt byl postaven k příležitosti oslav jubilea nastoupení na trůn císaře Františka Josefa I., k slavnostnímu otevření došlo 16. května 1899.
Po roce 1948 byla budova znárodněna a v této souvislosti pak i přejmenována.
V roce 1995 došlo k její kompletní renovaci. Od téhož roku je chráněna jako nemovitá kulturní památka České republiky.
V současnosti (únor 2021) je evidována jako objekt občanské vybavenosti ve vlastnictví Statutárního města Karlovy Vary.

## Popis
Budova stojí v ulici Krále Jiřího 3, č. p. 1053. Jedná se o typickou reprezentativní lázeňskou vilu se zahradou s oplocením. Má německý charakter hrázděných středověkých hradů a tvrzí. Poslední, hrázděné patro věže má na spodních výplních motiv slunce. Použití ondřejských křížů na zábradlí balkonů dodává budově saský výraz.